# راکرزویل، ویرجینیا
راکرزویل (به انگلیسی: Ruckersville) یک منطقهٔ مسکونی در ایالات متحده آمریکا است که در ویرجینیا واقع شده‌است. راکرزویل ۷٫۱۹ کیلومتر مربع مساحت و ۱٬۱۴۱ نفر جمعیت دارد و ۱۸۱ متر بالاتر از سطح دریا واقع شده‌است.